# Barbara Schmid-Federer

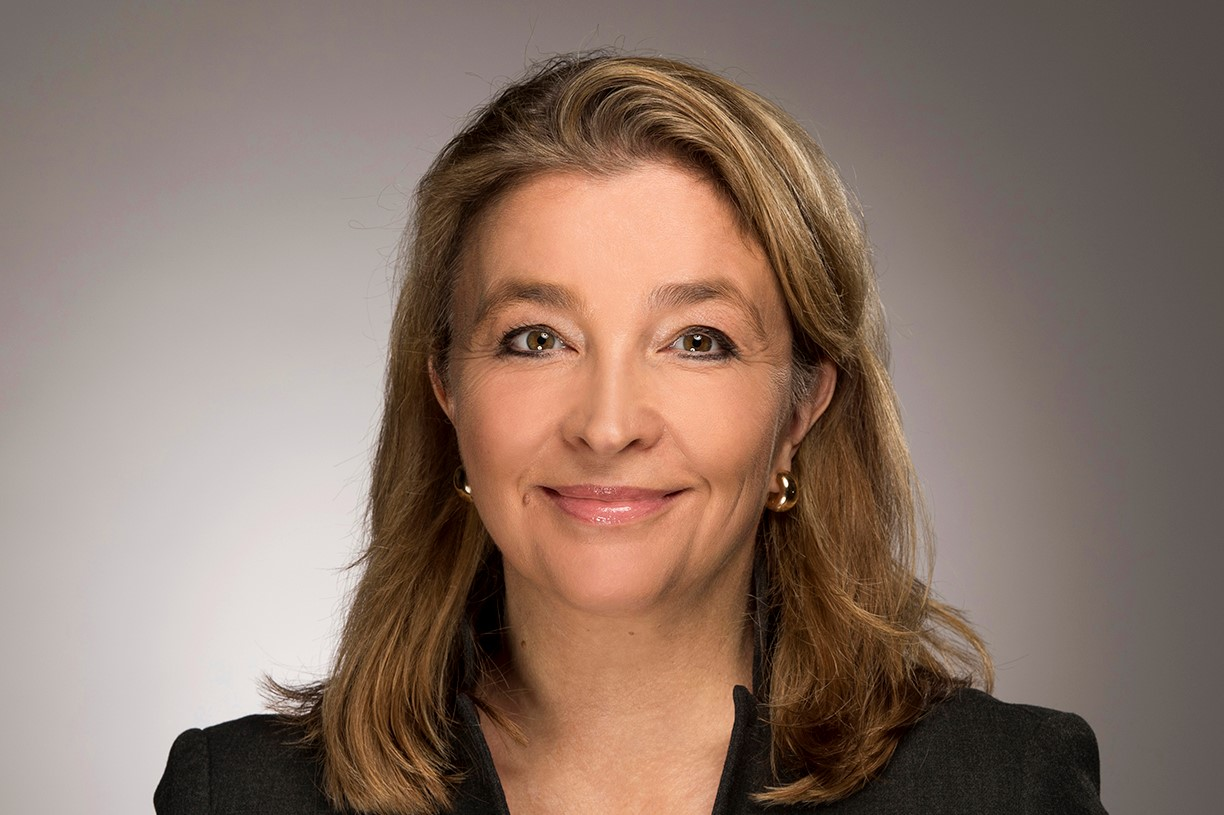
Barbara Schmid-Federer (2018)

Barbara Schmid-Federer (* 10. November 1965 in Zürich; heimatberechtigt in Ingenbohl und Rorschach) ist eine Schweizer Politikerin (CVP) und war 2007 bis 2018 Mitglied des Nationalrates. Von 2022 bis 2023 war sie Präsidentin des Schweizerischen Roten Kreuz.

## Leben
Schmid-Federer schloss im Jahr 1984 die Matura an der Kantonsschule Hohe Promenade in Zürich ab. Darauf folgte 1985 bis 1991 ein Studium der Romanistik (französische Philologie, spanische Literatur und vergleichende Literaturwissenschaften, Grundstudium in Publizistikwissenschaften) an der Universität Zürich und der Sorbonne. Nach dem Lizenziat 1991 absolvierte sie einen Sprachaufenthalt in den USA. Von 1991 bis 1993 arbeitete Schmid-Federer als Gymnasiallehrerin am Freien Gymnasium Zürich und in Paris. Von 1994 bis 1997 war sie Assistentin des Präsidenten der ETH Zürich, ehe sie von 1998 bis 2002 die Leitung der Stelle Dual Career Advice (Präsidialstab Professuren) der ETH Zürich übernahm und bei der Berufung ausländischer Professoren an die ETH mitarbeitete.

### Nationalrat
Schmid-Federer wurde bei den Parlamentswahlen 2007 in den Nationalrat gewählt und war in ihrer ersten Legislaturperiode Mitglied der Kommission für Rechtsfragen (RK). Nach ihrer ersten Wiederwahl 2011 gehörte sie von 2011 bis 2018 der Kommission für soziale Sicherheit und Gesundheit (SGK) an. Von 2011 bis 2015 war sie zudem Mitglied der Gerichtskommission der Vereinigten Bundesversammlung (GK) Von 2014 bis 2018 war sie Co-Präsidentin der parlamentarischen Gruppe Familienpolitik. Nach ihrem Rücktritt als Nationalrätin in der Sommersession 2018 folgte ihr Philipp Kutter nach.

### Wohlfahrtsorganisationen
Von 2004 bis 2011 war sie Vizepräsidentin der Kinderhilfe Bethlehem. Von 2019 bis 2023 war sie Vizepräsidentin bzw. Präsidentin von Pro Juventute. Von 2011 bis 2022 war Schmid-Federer Präsidentin des Schweizerischen Roten Kreuzes des Kantons Zürich.

### Familie
Schmid-Federer ist verheiratet, Mutter zweier erwachsener Söhne und wohnt in Männedorf. Ihr Ehemann, der Apotheker Lorenz Schmid, sass bis 2022 für die CVP/Die Mitte im Zürcher Kantonsrat. Der Abt des Klosters Einsiedeln Urban Federer OSB ist ihr Bruder. Einer ihrer Ururgrossväter war Josef Zemp, der erste nicht-freisinnige Bundesrat der Schweiz. Über ihn ist sie auch mit ihrer Partei- und Ratskollegin Ida Glanzmann-Hunkeler, ebenfalls Ururenkelin von Zemp, verwandt.

### Weitere Mandate
Seit 2002 arbeitet sie als Partnerin und ist Mitglied des Verwaltungsrates der TopPharm Apotheke Paradeplatz in Zürich.
Von 2002 bis 2007 war sie Präsidentin der CVP Männedorf sowie von 2003 bis 2008 Präsidentin der CVP Bezirk Meilen, anschliessend von 2008 bis 2012 Mitglied im Präsidium der CVP Schweiz; ausserdem von 2003 bis 2018 Mitglied Vorstand CVP Frauen Kanton Zürich und CVP Frauen Schweiz; von 2013 bis 2018 Vorstandsmitglied von Alliance F sowie von 2014 bis 2018 Präsidentin der Arbeitsgruppe Familienpolitik der CVP Schweiz.
Seit 2008 ist Schmid Verwaltungsratsmitglied der Radio Zürisee AG; von 2008 bis 2010 Mitglied des Stiftungsrats SPO Patientenschutz; von 2008 bis 2010 Mitglied Beirat im Wirtschaftsverband Swisscleantech,
Von 2008 bis 2012 war sie Präsidentin der Internationalen Gesellschaft für Menschenrechte, IGFM, Sektion Schweiz, von 2009 bis 2018 Mitglied im Beirat der Sportmittelschule Engelberg; von 2009 bis 2018 Mitglied des Stiftungsrates der Greina-Stiftung,
Ab 2018 war sie Mitglied des Rotkreuzrats, dem Vorstand des Schweizerischen Roten Kreuzes, 2019 wurde sie zur Vizepräsidentin gewählt, 2022 zur Präsidentin in Nachfolge von Thomas Heiniger. Dort schwellte schon länger ein ungelöster Konflikt zwischen der Zentrale und den Kantonen; Schmid-Federer hat als erste im Rotkreuzrat durchgegriffen, um den Konflikt zu lösen. Während ein im Mai 2023 veröffentlichter externer Untersuchungsbericht kritisierte, SRK-Präsidentin Schmid-Federer habe «wenig Eignung und Willen zur Führung» und es fehle ihr an Mut, «sich herausfordernden und unbequemen Situationen zu stellen»,  attestierte ihr der Sonntagsblick «den Mut, den ihr Vorgänger nicht hatte.»
Am 2. Juni 2023 trat sie aus «gesundheitlichen Gründen» zurück. Vorausgegangen war die Absetzung des langjährigen Direktor Markus Mader im Dezember 2022 durch den Rotkreuzrat. In einem Interview mit CH Media erklärte sie: «Die im Bericht erhobenen Vorwürfe gegen mich sind völlig unzureichend begründet und deshalb nicht ausschlaggebend für mich.»
Bis 2022 war sie Mitglied im Stiftungsrat von Pro Mente Sana. Zudem war sie Mitglied im Beirat von Swiss Police ICT/Schweizer Polizei Informatik Kongress SPIK,

## Auszeichnungen
Sie erhielt im Dezember 2024 die goldene Henry-Dunant-Medaille des Schweizerischen Roten Kreuzes Kanton Zürich, in «Würdigung ihres hervorragenden jahrzehntelangen Einsatzes für die Werte und Ideale des Roten Kreuzes», heisst es dazu in der Begründung.

## Politische Schwerpunkte
Ihr Hauptinteresse gilt der Familien- und Netzpolitik. Sie setzte sich unter anderem für die Einführung eines «Internet-Notrufknopfes», die Einführung eines Straftatbestandes «Digitaler Hausfriedensbruch», für die Einsetzung eines Schweizer «Mobbing- und Cyberbullying-Beauftragten» und verdeckte Ermittlungen in Chatrooms ohne bestehenden Tatverdacht ein. Als Mitglied der Kommission für soziale Sicherheit und Gesundheit galt ihr Hauptinteresse der Rentenreform.